# Опорелу (комуна)
Опорелу (рум. Oporelu) — комуна у повіті Олт в Румунії. До складу комуни входять такі села (дані про населення за 2002 рік):
- Берія-де-Жос (301 особа)
- Берія-де-Сус (238 осіб)
- Опорелу (546 осіб)
- Редешть (327 осіб)

Комуна розташована на відстані 133 км на захід від Бухареста, 19 км на північ від Слатіни, 57 км на північний схід від Крайови.

## Населення
За даними перепису населення 2002 року у комуні проживали 1412 осіб, усі — румуни. Усі жителі комуни рідною мовою назвали румунську.
Склад населення комуни за віросповіданням:
| Релігія     | Кількість осіб | Відсоток |
| ----------- | -------------- | -------- |
| православні | 1410           | 99,9%    |
| адвентисти  | 2              | 0,1%     |